# Louis Kéfer
Pour les articles homonymes, voir Kéfer.
Louis Kéfer (Jambes, 6 décembre 1842 – Woluwe-Saint-Pierre, 25 avril 1926) est un violoniste, compositeur et professeur de musique belge.

## Biographie
Louis Kéfer est l'un des fondateurs en 1873 et le premier directeur — jusqu'à 1909 — du Conservatoire de Verviers. Parmi ses élèves, on trouve en particulier, Mathieu Crickboom. En outre, Guillaume Lekeu reçoit des leçons de contrepoint vers ses dix-neuf ans et se lie d'amitié avec son mentor. Lorsqu'il est à Paris, il entretient une correspondance avec Kéfer. En avril 1890, l'orchestre de la ville et Kéfer donnent la première symphonie étude « Chant de triomphale délivrance » de Lekeu, qui est la première œuvre du jeune compositeur à être donnée en public.
Le 29 octobre 1884, sous la direction de Kéfer est donné la création Belge de la Première symphonie de Alexandre Borodine.
En tant que compositeur, Kéfer laisse une symphonie (qui reçoit en 1889, le premier prix au concours de l'Académie Belge), la cantate « La Gileppe », sur le nom de la rivière éponyme), un trio avec piano, de la musique, des mélodies.
Les jeunes frères Kéfer sont également tous musiciens : Jules (1851—?) joue du violon et a enseigné à Reims ; Gustave (1855—?) est diplômé du Conservatoire de Bruxelles en piano ; Auguste Dupont en 1882, fonde et dirige l'orchestre de chambre de L'Union instrumentale. Le neveux de Kéfer — fils de Jules — est le violoncelliste Paul Adolphe Kéfer. La fille de Gustave, Jeanne Kéfer est présentée dans le célèbre portrait (1885) de Fernand Khnopff.